# Jeune Femme jouant du virginal
Pour les articles homonymes, voir Jeune femme au virginal.
Jeune Femme jouant du virginal est un tableau de Johannes Vermeer (huile sur toile, 51,5 × 45,5 cm) peint vers 1673-1675 et exposé à la National Gallery de Londres.

## Description
La peinture montre une femme tournée vers la gauche jouant d'un virginal. Au premier plan à gauche une viole de gambe dont l'archet tient entre les cordes. Un paysage est peint sur le couvercle intérieur du virginal.
Au mur on peut reconnaître L'Entremetteuse de Dirck van Baburen (maintenant au musée des Beaux-Arts de Boston), qui appartenait à la belle-mère de Vermeer ; ce tableau se retrouve aussi dans Le Concert, probablement six ans plus tôt. Il est difficile de savoir comment le thème du proxénète doit être pris dans cette œuvre ; il est probable qu'une association plus générale entre la musique et l'amour peut être vue. Le tableau sur le virginal est un paysage de Pieter Jansz. van Asch, qui se retrouve également sur Une femme jouant de la guitare. En haut à gauche, une tapisserie permet de cadrer la scène. Le sol est décoré de carreaux de Delft.
Ce tableau a peut-être été inspiré par Gérard Dou chez qui on peut retrouver les mêmes motifs : une pose similaire et les mêmes expression du visage, même rideau tiré vers l'arrière et une viole de gambe au premier plan.

## Historique
Cette œuvre est peut-être une des dernières du peintre et montre sa fatigue. Il a été suggéré que c'était un pendant de Dame debout au virginal qui a les mêmes dimensions qui a été probablement peinte en même temps. Une étude récente a montré que toutes deux pourraient provenir de la même toile, mais ce n'est pas certain, parce qu'elles ont été vendus à deux acheteurs différents.
Diego Duarte (1612-1691), un banquier d'Anvers, bijoutier et collectionneur d'art était en 1682 en possession de l'un des deux tableaux. Duarte avait réussi à obtenir cette peinture grâce à sa sympathie pour la famille de Constantin Huygens (1596-1687). En 1696 le tableau est vendu aux enchères à Amsterdam . Au début du XVIIIe siècle, la peinture était en possession de la famille du Prince-évêque de Prinsbisdom Bamberg, Lothar Franz von Schönborn (1655-1729). Le tableau est vendu par cette famille en 1867.
Au XIXe siècle, les deux tableaux ont été détenus par le critique d'art Théophile Thoré-Burger, dont les écrits ont conduit à un regain d'intérêt pour Vermeer à partir de 1866. Le collectionneur George Salting acquiert Jeune Femme jouant du virginal tout à la fin du XIXe siècle avant d'en faire don, à sa mort, à la National Gallery en 1910.